# Розамунда (королева лангобардов)
Розамунда (погибла в 572) — дочь короля гепидов Кунимунда и супруга первого короля лангобардов в Италии Альбоина.

## Биография
Розамунда родилась в середине VI века в королевства гепидов, находящемся в глубоком кризисе, так как люди гепидов с 546 года вели проигрышную битву против лангобардов, сначала в контексте лангобарско-восточно-римского союза, а затем против лангобардов и аварских кочевников. Эти войны унесли жизни не только ее деда, короля Торисвинта, но и ее дяди Торисмода, что послужило причиной того, что у её отца, Кунимунда, возникла сильнейшая ненависть к лангобардам, которую он передал и своей дочери Розамунде.
Новым витком в этом противостоянии стала Лангобардско-гепидская война 566—567 гг. О событиях, ставших поводом к новой войне, лангобардские источники ничего не сообщают. Однако по свидетельству Феофана Симокатты, она была вызвана похищением королём лангобардов Альбоином Розамунды, дочери короля гепидов Кунимунда. Её правитель лангобардов сделал конкубиной и отказывался возвращать отцу. Вероятно, эта версия событий более достоверна, чем свидетельство писавшего в конце VIII века Павла Диакона о том, что Розамунда попала в плен к лангобардам уже на заключительном этапе войны. В результате этой войны Гепидское королевство в Паннонии прекратило существование. Часть побеждённых гепидов присоединилась к лангобардам (среди них была и Розамунда, в конце концов ставшая супругой Альбоина), часть (среди них, в том числе, были племянник Кунимунда Рептила и арианский епископ Тразарих) бежала в Византию.

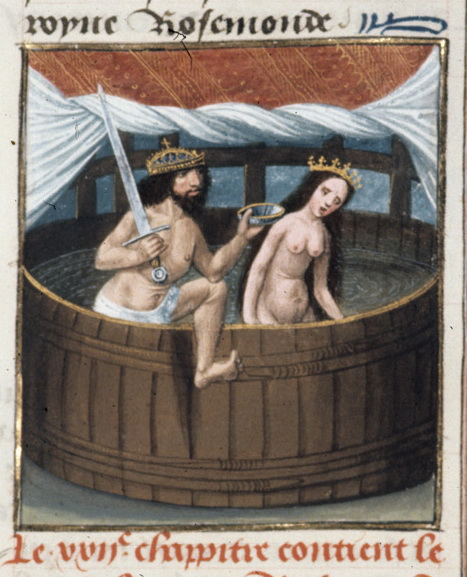
Отравленный Гельмигис заставляет Розамунду допить яд

Кунимунд был обезглавлен, но Розамунду Альбоин пощадил и после смерти его первой жены Клотсуинды из Франкии даже взял её в жены. Сделал он это не от большой любви, просто, как было сказано выше, он был первым королём лангобардов, и поэтому хотел, чтобы в его потомках текла настоящая королевская кровь. Альбоин был известен своей жестокостью по отношению к ней; о его самом известном акте издевательств сообщил Павел Диакон, который заявил, что на королевском банкете в Вероне Альбоин заставил её пить из кубка, сделанного из черепа её погибшего отца (который он носил на поясе), приглашая её «весело выпить с папой».
Согласно «Истории лангобардов» Павла Диакона, в отмщение она склонила своих приближенных Гельмигиса (Гельмигиса) и Передеона (Передеуса) убить Альбоина (в 573 году) и вместе с убийцами бежала в Равенну. Здесь к ней посватался равеннский экзарх Лонгин. Желая избавиться от Гельмигиса, она поднесла ему яд; но почувствовав себя отравленным, он успел заставить Розамунду выпить остававшуюся ещё в кубке отраву.
Сказание о Розамунде на протяжении многих веков находит своё отражение во множестве литературных и музыкальных произведений, а также в фильме «Розамунда и Альбоин».